# 7192 Сьєльетеспейс
7192 Сьєльееспас (7192 Cieletespace; фр. «небо і космос») — астероїд головного поясу, відкритий 12 вересня 1993 року.
Тіссеранів параметр щодо Юпітера — 3,168.